# عظة خبز الحياة

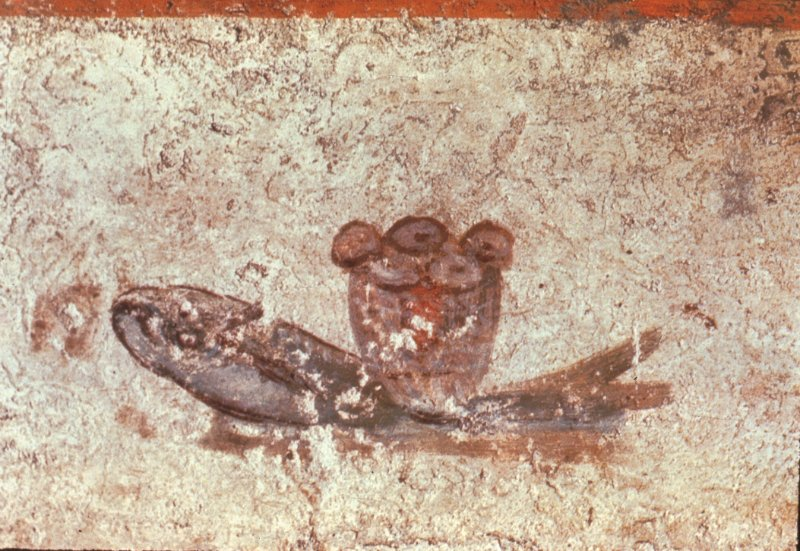
رسم جداري للخبز والسمك - مادتا الإفخارستيا عند بعض الكنائس المسيحية - في أوائل القرن الثالث، ويظهر الرسم في سراديب الموتى في سان كاليستو في مدينة روما.

خبز الحياة أو عظة خبز الحياة أو عظة المسيح عن خبز الحياة عقيدة مسيحية من تعاليم يسوع، وردت في عظة له في مدينة كفرناحوم، وذُكِرت بشكل مُفصّل ضمن الإصحاح السادس:22-59 من إنجيل يوحنا.
وعنوان «خبز الحياة» (باليونانية: ἄρτος τῆς ζωῆς) (ويُلفظ: artos tēs zōēs)؛ اعتمد حرفيًا لعنونة إحدى المقاطع الإنجيلية التي كتبها يوحنا في إنجيله، لتسجيل عظة وجّهها المسيح لجمع من الناس في كفرناحوم قرب بحيرة طبرية شمالي فلسطين، ضمن سلسلة معجزات للمسيح وذلك في اليوم الموالي لمعجزة تكثير الخبز (التي أطعم بواسطتها حشدًا من خمسة آلاف شخص من خلال تكثير خمسة أرغفة من الخبز وسمكتين)؛ ليمشي بعد العظة مباشرة على الماء إلى الجانب الغربي من بحيرة طبرية، ما جعل الناس المحتشدة تركب القارب بحثًا عنه.

وجاءت العظة بعد أن طلب اليهود منه معجزة، كَأنْ يُنزِل من السماء مَنًّا كما فعل موسى، ليكون خبز حياتهم: («آبَاؤُنَا أَكَلُوا الْمَنَّ فِي الْبَرِّيَّةِ، كَمَا هُوَ مَكْتُوبٌ: أَنَّهُ أَعْطَاهُمْ خُبْزًا مِنَ السَّمَاءِ لِيَأْكُلُوا»)؛ فاستدركَ المسيحُ عليهم قائلًا:
| عظة خبز الحياة | «الْحَقَّ الْحَقَّ أَقُولُ لَكُمْ: لَيْسَ مُوسَى أَعْطَاكُمُ الْخُبْزَ مِنَ السَّمَاءِ، بَلْ أَبِي يُعْطِيكُمُ الْخُبْزَ الْحَقِيقِيَّ مِنَ السَّمَاءِ، * لأَنَّ خُبْزَ اللهِ هُوَ النَّازِلُ مِنَ السَّمَاءِ الْوَاهِبُ حَيَاةً لِلْعَالَمِ». * فَقَالُوا لَهُ:«يَا سَيِّدُ، أَعْطِنَا فِي كُلِّ حِينٍ هذَا الْخُبْزَ». * فَقَالَ لَهُمْ يَسُوعُ:«أَنَا هُوَ خُبْزُ الْحَيَاةِ. مَنْ يُقْبِلْ إِلَيَّ فَلاَ يَجُوعُ، وَمَنْ يُؤْمِنْ بِي فَلاَ يَعْطَشُ أَبَدًا. -- 32-35 من الإصحاح السادس / إنجيل يوحنا | عظة خبز الحياة |

تحدى كل من ميريديث ج. وارن ويان هيلمان التفسير الأفخارستي لهذا المقطع. تجادل وارن بأن المقطع يعكس التقاليد القديمة في منطقة البحر الأبيض المتوسط التي ترتبط بالقرابين التي تربط بين البطل والألوهية. يجادل هايلمان بأن تصوير أكل لحم يسوع وشرب دمه يجب فهمها على خلفية الاستعارة المفاهيمية.

## آباء الكنيسة
قداس القربان المقدس، منذ الأيام الأولى، كان يُقام خلف أبواب مغلقة خوفًا من الاضطهاد. أحد أقدم التفسيرات للقربان المقدس نيابة عن مسيحي إلى المجتمع المعاصر الأكبر قدمه جوستين مارتير في اعتذاره الأول إلى «نسمي هذا الطعام إفخارستيا، ولا يجوز لأي شخص آخر أن يتناوله، إلا من يعتقد أن تعليمنا صحيح وقد تم غسله في الغسل الذي هو لمغفرة الخطايا وللتجديد [أي، قد نال المعمودية] وبذلك نعيش كما أمر المسيح. لاننا لا ننال مثل خبز عادي ولا شراب عادي. ولكن منذ أن تجسد يسوع المسيح مخلصنا بكلمة الله وكان له لحم ودم من أجل خلاصنا، هكذا أيضًا، كما تعلمنا، الطعام الذي تم تقديمه في القربان المقدس من خلال الصلاة الإفخارستية التي أقامها. وبتغيير دمنا ولحمنا، يكون لحم ودم يسوع المتجسد» ـ (أول اعتذار 66 [م 151]).
هذا الفهم الأرثوذكسي أكده إيريناوس ليون في عمله الشهير «ضد الهرطقات» حيث يسأل بلاغياً «إذا كان الرب من غير الآب، فكيف يمكنه أن يأخذ الخبز بحق، الذي هو من نفس خليقتنا، ويعترفون أنه جسده ويؤكدون أن الخليط في الكأس هو دمه؟» (ضد الهرطقات 4: 32-33). يوضح كيرلس من القدس، وهو كاتب مسيحي من القرن الرابع وأسقف القدس أثناء الجدل الآريوس، أن «خبز القربان المقدس وخمره قبل التضرع المقدس للثالوث الرائع كانا خبزًا ونبيذًا بسيطًا، لكن الدعاء كان قد تم، الخبز يصبح جسد المسيح والخمر دم المسيح»(محاضرات التعليم العام 19: 7).
يعلّم أوغسطينوس من فرس النهر في رسالته في يوحنا 6 أن يسوع كان يتحدث بطريقة صوفية وليس جسديًا (أي ليس جسديًا فقط): من خلال أكل لحمه وشرب دمه، لا تكون الكنيسة مجرد أكل جسد يسوع ودمه، بل ستكون كذلك. متحدون طقوسًا مع المسيح. يعلّم أوغسطينوس في مكان آخر أن الخبز والخمر هما نفس الجسد الذي قدمه يسوع ونفس الدم الذي سفكه على الصليب.
يوحنا الذهبي الفم في العظة 47 حول إنجيل يوحنا يعلم أن كلمات يسوع ليست لغزًا أو مثلًا، ولكن يجب أن تؤخذ حرفياً.
التحليلات
لا يتضمن إنجيل يوحنا حسابًا لمباركة الخبز أثناء العشاء الأخير كما في الأناجيل السينوبتيكية، على سبيل المثال. Luke 22:19. مع ذلك، غالبًا ما يُفسَّر هذا الخطاب على أنه تعاليم تواصل بشأن الإفخارستيا والتي كانت شديدة التأثير في التقليد المسيحي. تحدى ميريديث جي سي وارين وجان هيلمان التفسير الإفخارستي لهذا المقطع. يجادل وارن بأنه يعكس تقاليد البحر الأبيض المتوسط القديمة لوجبات الأضاحي التي تميز البطل بالإله. يجادل هيلمان بأن تصوير أكل لحم يسوع وشرب دمه يجب أن يُفهم على خلفية الاستعارة المفاهيمية. في السياق الكريستولوجي، فإن استخدام لقب «خبز الحياة» مشابه لعنوان «نور العالم» في يوحنا 8:12 حيث يقول يسوع: «أنا نور العالم: من يتبعني لن يمشي في الظلمة، بل يكون لها نور الحياة». تستند هذه التأكيدات على الموضوع الكريستولوجي في يوحنا 5:26 حيث يدعي يسوع أنه يمتلك الحياة تمامًا كما يفعل الآب ويقدمها لمن يتبعونه. في يوحنا 6:33 تظهر الصيغة البديلة «خبز الله».